# Er Lando Furioso
Er Lando Furioso era un programma televisivo italiano di varietà, trasmesso nel 1976 sul Secondo Canale in quattro puntate, dal 15 febbraio al 7 marzo. Gli autori del programma erano Mario Amendola e Bruno Corbucci, la regia era di Stefano De Stefani e la direzione musicale di Alfonso Zenga.
Il programma andava in onda la domenica in prima serata ed era condotto da Lando Fiorini e Maria Rosaria Omaggio, con la partecipazione del gruppo di cabarettisti del Puff composto da Raf Luca, Olimpia Di Nardo, Gabriele Villa e Delia D'Alberti. 
Il programma voleva effettuare una presa in giro, a volte ironica e sarcastica ma in fondo bonaria, della città di Roma e del suo popolo. Lando Fiorini interpretava la parte di un romano verace, che diventava furioso di fronte ai difetti della sua città e cominciava a prenderli in giro.
Ogni puntata iniziava con la recita di una poesia di Trilussa, seguita da varie scenette comiche svolte sullo sfondo di ambienti quotidiani (mercati, negozi, ecc.). Oltre ai personaggi della Roma di oggi (tassisti, macellai, barbieri, ecc.) in ciascuna puntata veniva preso in giro un personaggio dell'antica Roma (Scipione, Fabio Massimo, Marco Aurelio e nell'ultima puntata Romolo). Fiorini prendeva parte agli sketch e inframmezzava le scenette cantando canzoni romanesche.  